# بروتيريوس
بروتيريوس الإسكندري، الشهيد في الكهنة، (توفي في 457) كان بطريرك الإسكندرية للروم الأرثوذكس من 451 إلى 457. كان قد تم تعيينه من قبل مجمع خلقيدونية ليحل محل ديوسقورس المعزول.

## تاريخ
انتخب مجمع خلقيدونية بروتيريوس عام 451 ليحل محل ديوسقوروس الإسكندري، الذي عزله نفس المجمع كبطريرك.
يمثل انضمامه بداية الانشقاق الذي حدث عام 451 بين بطاركة الإسكندرية الأقباط الأرثوذكس وبطاركة الاسكندرية الروم الأرثوذكس، والذي لم يتم حله الي الآن. لأن كنيسة الإسكندرية كانت معظمها معادية تماما لمجمع خلقيدونية، وذلك بسبب عزل بطريركهم ديوسقوروس الرافض لمجمع خلقيدونية من البطريركية، وتعيين بروتيريوس الخلقيدوني في مكانه.
عارض الحزب الرافض لمجمع خلقيدونية في الإسكندرية بعنف انتخاب بروتيريوس بطريركا وأخيرًا في عام 457، انتخبوا تيموثاوس إيلوروس بطريركًا للإسكندرية ضد بروتيريوس، الذي أما أن يكون استشهد على يد حشد قبطي  أو قُتل على يد الحامية البيزنطية في الإسكندرية.
تم التعليق على قتله في عدة رسائل من قبل مجموعات من الأساقفة من مختلف المقاطعات الرومانية، على سبيل المثال جالاتيا بريما أو رسائل للإمبراطور البيزنطي ليو الأول (457-474).

## تكريمه
يكرم كقديس من قبل الكنيسة الأرثوذكسية الشرقية والكنيسة الكاثوليكية.  لم يتم الاعتراف به كبابا من قبل الأقباط الأرثوذكس، الذين اعترفوا بدلاً من ذلك بأن ديوسقورس وتيموثاوس كانا الباباوات الشرعيين خلال هذا الوقت.